# M/S Gute
M/S Gute är en färja som ägs av United Marine Egypt. Fartyget byggdes 1979 av Falkenbergs varv AB i Falkenberg för trafik mellan Gotland och fastlandet för Rederi AB Gotland. Hon var många år utchartrad men M/S Gute kom tillbaka till Gotlandstrafiken 2016-2018 och trafikerade då mellan juni och augusti linjen Visby-Nynäshamn och Visby-Oskarshamn med syfte att avlasta godstrafiken från SF1500-färjorna. Efter det blev hon upplagd i Uddevalla respektive i Slite på Gotland i två veckor. Den 26 november 2020 bekräftade Rederi AB Gotland att M/S Gute var på väg att säljas till United Marine Egypt. Den 25 november 2020 påbörjades hennes sista resa med ”Gotlandsbolaget” och den 6 december 2020 anlände hon till Egypten.